# Winthemia papuana
Winthemia papuana là một loài ruồi trong họ Tachinidae.